# زک گیلفورد
زک گیلفورد (به انگلیسی: Zach Gilford) (زاده ۱۴ ژانویه ۱۹۸۲) بازیگر آمریکایی است که بیشتر برای بازی در سریال درام ورزشی چراغ‌های جمعه شب شناخته می‌شود. وی در موزیک ویدئو مال ما تیلور سوئیفت حضور داشته‌است.

## فیلم‌شناسی
- چراغ‌های جمعه شب (۲۰۱۱-۲۰۰۶)
- پست‌گرد (۲۰۰۹)
- آناتومی گری (۲۰۰۹)
- چرا رودخانه (۲۰۱۰)
- سوپر (۲۰۱۰)
- دکتر اوباش (۲۰۱۳-۲۰۱۲)
- آخرین مقاومت (۲۰۱۳)
- پاکسازی: هرج و مرج (۲۰۱۴)
- دختران خوب (۲۰۱۸-اکنون)
- نظم و قانون: واحد قربانیان ویژه (۲۰۱۹)
- عشاء ربانی نیمه‌شب (۲۰۲۱)